# Castillo de Colle Massari

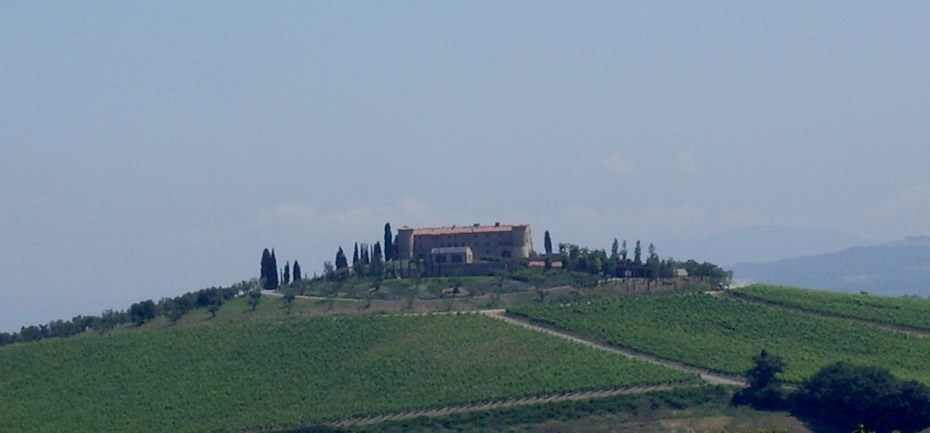
Viñedos y fachada occidental del castillo

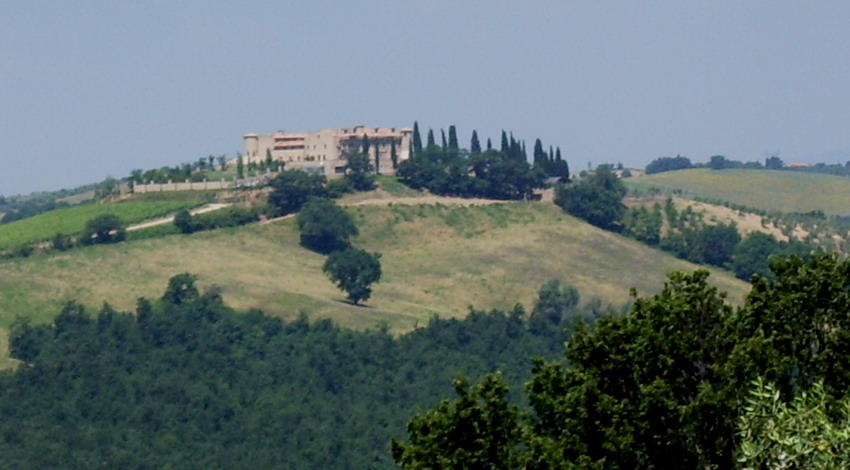
Vista hacia el alzado sur del castillo.

El castillo de Colle Massari está ubicado en el municipio de Cinigiano, en la provincia de Grosseto .
Se encuentra en la cima de una colina, al sureste de la aldea de Poggi del Sasso.

## Historia
El complejo fue construido en época medieval, originalmente era un dominio de la abadía de San Galgano cerca de Siena que, al mismo tiempo, controlaba el cercano castillo de Sabatina.
La estructura  que se transformó posteriormente en un convento, queda cerca de una antigua "pieve" que permaneció en funcionamiento al menos hasta finales del siglo XIV .
Sucesivamente, la estructura pasó a ser propiedad privada y, a finales del siglo XVII, rehabilitada por el marqués Patrizi, quien la transformó en una granja fortificada.

## Descripción
El castillo de Colle Massari actualmente alberga una granja de renombre y prestigio, cuyo aspecto actual fue definido en las obras de restauración que se llevaron a cabo durante el siglo XVII.
El conjunto se distribuye en tres edificios dispuestos en torno a un patio interior de planta cuadrangular, al mismo se accede a través de una característica puerta arqueada que se abre a lo largo de la muralla que cierra el perímetro.
En cada esquina hay una torre de defensa, que en el pasado cumplía funciones de vigía. De las cuatro torres, dos de ellas están en buen estado de conservación, las otras dos han sufrido reformas que han modificado los elementos originales: de la torre sureste, que se derrumbó durante el siglo XIX debido a un deslizamiento de tierra, solo se conservan vestigios.
La capilla de Santa Marta es un elemento a destacar, vinculado a las familias que en dicho castillo habitaron. Se encuentra en el interior del mismo; su construcción tuvo lugar en el siglo XVII, en sustitución de la antigua y desaparecida iglesia parroquial de Sant'Ippolito a Martura .